# Elisabeth Douglas
Elisabeth Aurore Douglas, ogift von Essen, född 11 juni 1941 i Rydboholm i Östra Ryds församling i Stockholms län, är en svensk grevinna samt godsägare och finansman.
Elisabeth Douglas är dotter till godsägaren, friherre Eric von Essen och Louise, ogift Tamm, samt dotterdotter till bankdirektören Henric Tamm. Hon avlade studentexamen vid Whitlockska samskolan i Stockholm 1961.
Elisabeth Douglas är bland annat styrelseledamot i Investment AB Latour, Boxholms skogar och i Wasatornet, som hon äger 10 % av. Hon äger tillsammans med sönerna del i Rydboholm i Uppland, som övertagits efter fadern Eric von Essen. Som miljardär rankades hon av finanstidningen Veckans Affärer på 51:a plats 2014.
Hon var gift med greve Gustaf Douglas från 1963 och fram till hans död 2023. Tillsammans fick paret sönerna Carl och Eric Douglas.